# Deutscher Soldatenfriedhof Insterburg

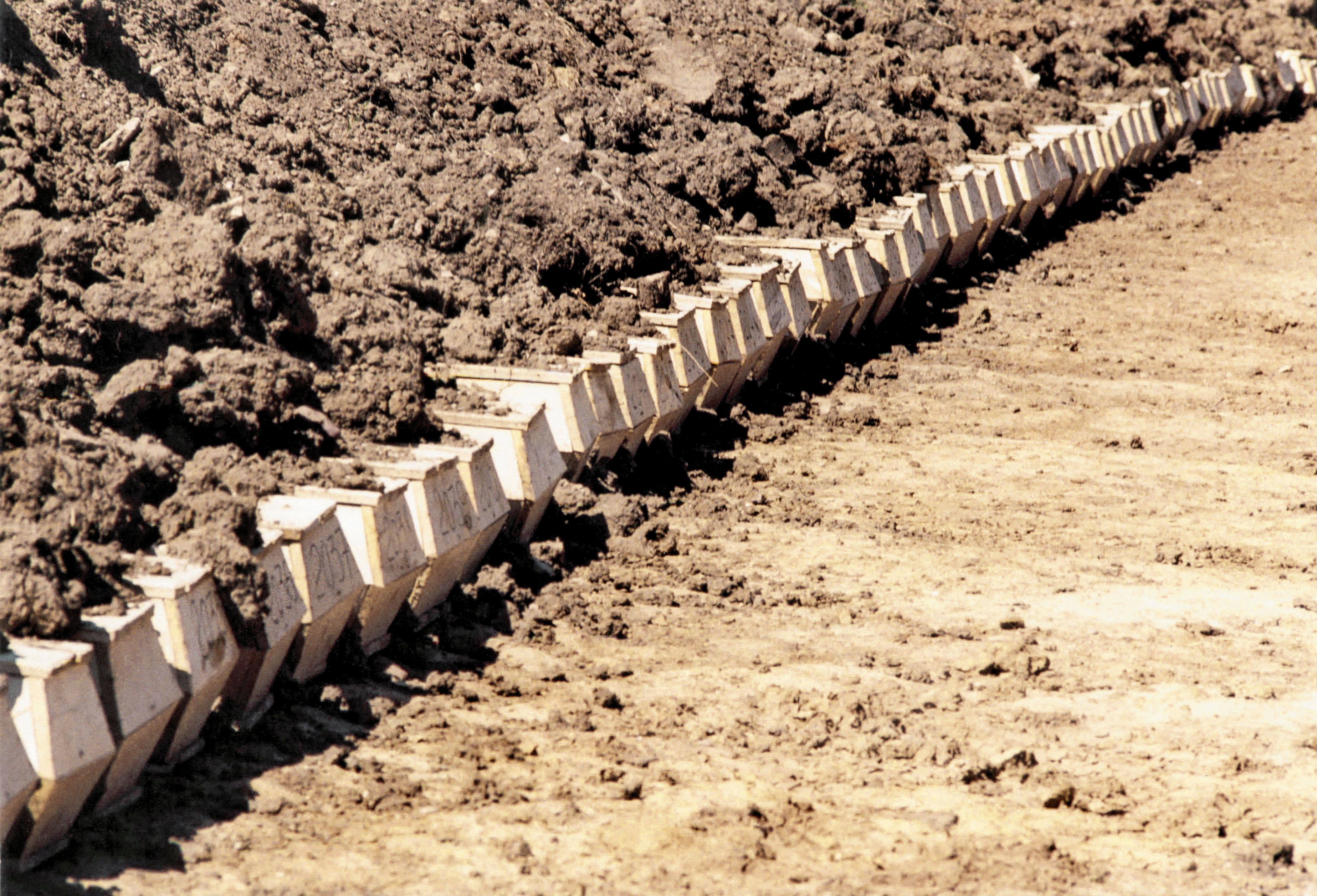
Noch nicht geschlossenes Massengrab auf dem vom VDK neu angelegten Soldatenfriedhof Insterburg. Die kleinen Holzsärge mit den sterblichen Überresten deutscher Soldaten sind durchnummeriert, links beginnend mit „2035“ (Aufnahme von 1999).

Der Deutsche Soldatenfriedhof Insterburg befindet sich am Stadtrand von Tschernjachowsk in der Oblast Kaliningrad (Russland), dem ehemaligen Insterburg im nordöstlichen Ostpreußen, und ist die letzte Ruhestätte von ca. 9000 deutschen Gefallenen des Ersten und Zweiten Weltkrieges.

## Lage
Königsberg/Kaliningrad Richtung Kiew. In Cernjachowsk/Insterburg A 197 Richtung Krylovo. Am Ortsende von Cernjachowsk, direkt an der linken Seite.

## Entstehung
Bereits nach Ende des Ersten Weltkrieges wurden innerhalb des Zivilfriedhofs von Insterburg 556 deutsche, 5 rumänische und 165 russische Soldaten beigesetzt.
Von 1942 bis 1948 wurden dort zusätzlich über 2100 Soldaten bestattet. Der ursprüngliche Friedhof wurde Anfang der 1990er Jahre von 17.000 auf 27.000 m² erweitert, da der Volksbund Deutsche Kriegsgräberfürsorge (VDK) ab 1996 begann, dort einen großen Sammelfriedhof für im östlichen Teil Ostpreußens gefallene Deutsche anzulegen. Bisher konnten die sterblichen Überreste von 8701 Gefallenen, die im weiten Umkreis geborgen wurden, auf die neue Kriegsgräberstätte umgebettet werden. Die Namen der Gefallenen sind auf Stelen festgehalten.
Die Arbeit des VDK in diesem Teil des ehemaligen Ostpreußen ist noch nicht abgeschlossen.